# 阿马利娅·贝雷什
阿马利娅·贝雷什（羅馬尼亞語：Amalia Bereș，1997年6月18日—），罗马尼亚女子赛艇运动员。她曾代表罗马尼亚参加世界赛艇锦标赛，获得一枚金牌。她也曾参加2020年夏季奥林匹克运动会。

## 家庭
姐姐默德利娜·贝雷什。